# Olga Orgonista
Olga Orgonista (* 22. Februar 1901 in Budapest; † 20. November 1978 ebenda) war eine ungarische Eiskunstläuferin, die im Paarlauf startete.
Sie trat im Paarlauf zusammen mit Sándor Szalay an. Gemeinsam wurden sie in den Jahren 1928 bis 1930 die ersten ungarischen Meister im Paarlauf.
Ihren ersten Auftritt bei Weltmeisterschaften hatten Orgonista und Szalay bereits 1929 im heimischen Budapest. Sie gewannen dort die Bronzemedaille hinter den beiden österreichischen Paaren Lilly Scholz und Otto Kaiser und Melitta Brunner und Ludwig Wrede.
1930 in Wien und 1931 in St. Moritz wurden Orgonista und Szalay auch die ersten Europameister im Paarlauf. Sie verwiesen beide Male ihre Landsleute Emília Rotter und László Szollás auf den zweiten Platz.
Bei ihrer nächsten Weltmeisterschaftsteilnahme wurden sie 1931 in Berlin Vizeweltmeister. Dabei unterlagen sie äußerst knapp ihren Landsleuten Rotter und Szollás, die sie bei der Europameisterschaft kurz zuvor noch bezwungen hatten. Ein Jahr später bestritten Orgonista und Szalay im kanadischen Montréal ihre letzte Weltmeisterschaft. Sie beendeten sie auf dem vierten Platz. Das gleiche Ergebnis erreichten sie im gleichen Jahr bei den Olympischen Spielen in Lake Placid.

## Ergebnisse

### Paarlauf
(mit Sándor Szalay)
| Wettbewerb / Jahr          | 1928 | 1929 | 1930 | 1931 | 1932 |
| -------------------------- | ---- | ---- | ---- | ---- | ---- |
| Olympische Winterspiele    |      |      |      |      | 4.   |
| Weltmeisterschaften        |      | 3.   |      | 2.   | 4.   |
| Europameisterschaften      |      |      | 1.   | 1.   |      |
| Ungarische Meisterschaften | 1.   | 1.   | 1.   |      |      |